# Oliver Warg
Oliver Warg (6 luglio 1963) è un ex combinatista nordico tedesco orientale.

## Biografia
Debuttò in campo internazionale ai Mondiali juniores del 1983, a Kuopio, vincendo una medaglia di bronzo. In Coppa del Mondo esordì nella gara inaugurale del 17 dicembre 1983 a Seefeld in Tirol (5°) e ottenne l'unico podio il 29 dicembre 1984 a Oberwiesenthal (3°).
In carriera prese parte a un'edizione dei Campionati mondiali, Seefeld in Tirol 1985 (5° nella gara a squadre).

## Palmarès

### Mondiali juniores
- 1 medaglia:
  - 1 bronzo (gara a squadre a Kuopio 1983)

### Coppa del Mondo
- Miglior piazzamento in classifica generale: 21º nel 1985
- 1 podio (individuale):
  - 1 terzo posto